# Гаряче ізостатичне пресування

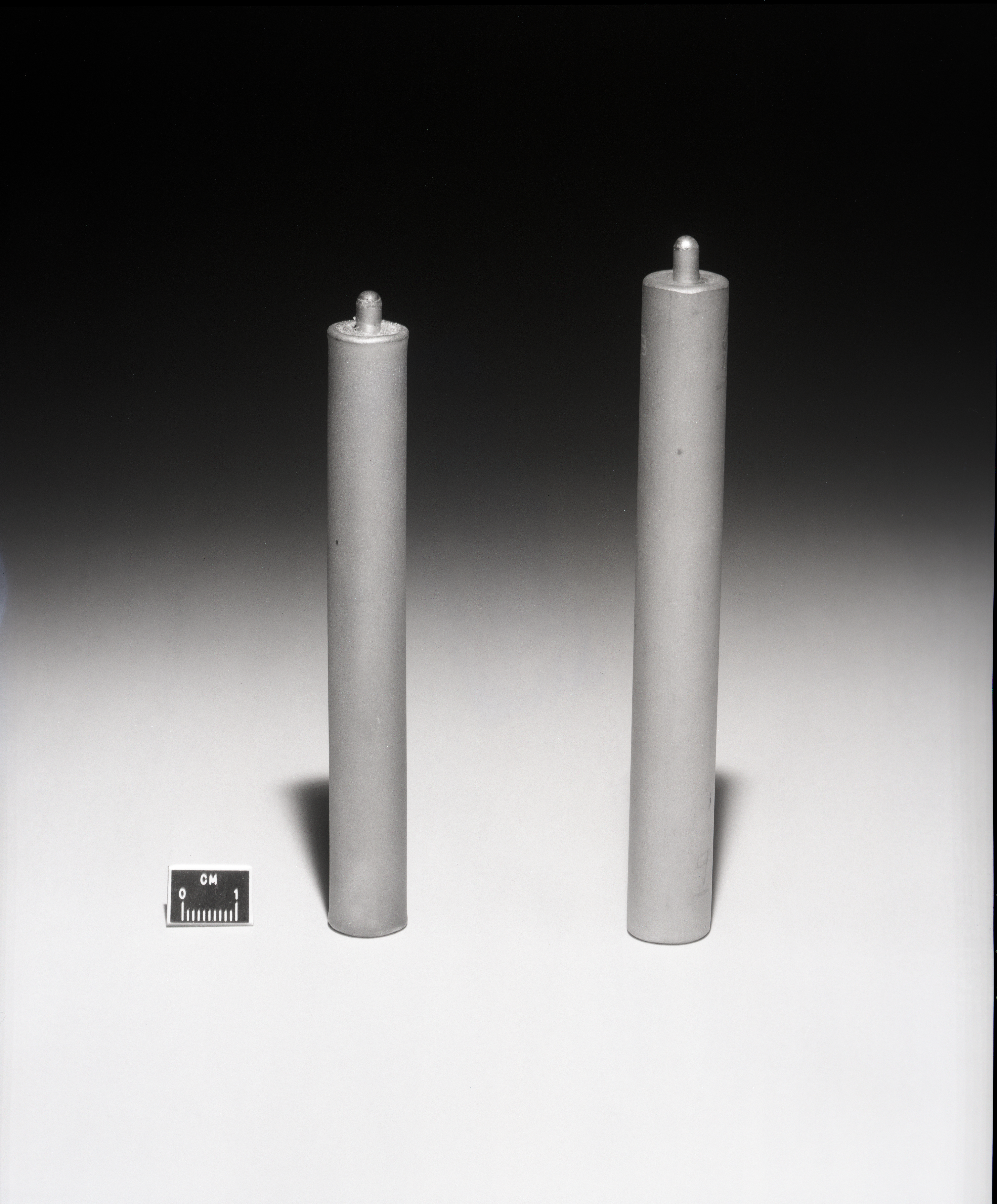
Ізостатично пресовані нікелеві сплави

Гаряче ізостатичне пресування (ГІП) — це виробничий процес, який використовують для зменшення пористості металів і збільшення щільності багатьох керамічних матеріалів. Це покращує механічні властивості матеріалу та його придатність до обробки.
Процес використовують для продукування різних типів відходів. Кальциновані радіоактивні відходи (відходи з домішками) упаковують у металевий контейнер з тонкими стінками. Адсорбовані гази зникають при сильному нагріванні, а решта матеріалу стискається до повної щільності за допомогою газу аргону під час теплового циклу. Цей процес дозволяє зменшити розміри сталевих контейнерів, щоб мінімізувати простір для утилізації та під час транспортування. Гаряче ізостатичне пресування винайшли у 1950-х роках у Баттельському меморіальному інституті  і використовували для підготовки ядерного палива для підводних човнів з 1960-х років. Його також використовують для приготування неактивних керамічних матеріалів, а Національна лабораторія Айдахо затвердила цей процес для консолідації форм радіоактивних керамічних відходів. ANSTO (Австралійська організація ядерної науки і технологій) використовує ГІП як частину процесу іммобілізації радіонуклідних відходів від виробництва молібдену-99 . 
У процесі ГІП компонент піддають впливу підвищеної температури та ізостатичного газового тиску у високотисковій герметичній посудині. Найпоширенішим пресувальним газом є аргон. Для того щоб матеріал не вступав у хімічну реакцію, використовують інертний газ. Вибір металу може мінімізувати негативні наслідки хімічних реакцій. Залежно від бажаних окисно-відновних умов можна вибрати нікель, нержавіючу або м’яку сталь або інші метали. Камеру нагрівають, що призводить до підвищення тиску всередині посудини. Багато систем використовують перекачування супутнього газу для досягнення необхідного рівня тиску. Тиск на матеріал чинять з усіх напрямків (звідси і термін «ізостатичний»).
Для обробки виливків металеві порошки також можна перетворити на компактні тверді речовини за допомогою цього методу, інертний газ подають під тиском від 7 350 фунтів на квадратний дюйм (50,7 МПа) до 45 000 фунтів на квадратний дюйм (310 МПа), при цьому найбільш поширеним є тиск 15 000 фунтів на квадратний дюйм (100 МПа). Температура витримки варіюється від 900 °F (482 °C) для алюмінієвих виливків до 2 400 °F (1 320 °C) для суперсплавів на основі нікелю. При обробці виливків методом ГІП одночасне застосування тепла та тиску усуває внутрішні порожнечі та мікропористість завдяки поєднанню пластичної деформації, повзучості та дифузійного з’єднання; цей процес покращує стійкість компонента до втоми. Основними сферами застосування є зменшення мікроусадки, консолідація порошкових металів, керамічних композитів і металевих покриттів. Таким чином, гаряче ізостатичне пресування використовують як частину процесу спікання (порошкова металургія) та для виготовлення композитів з металевою матрицею , а також для постобробки в адитивному виробництві. 